# Luca (film)

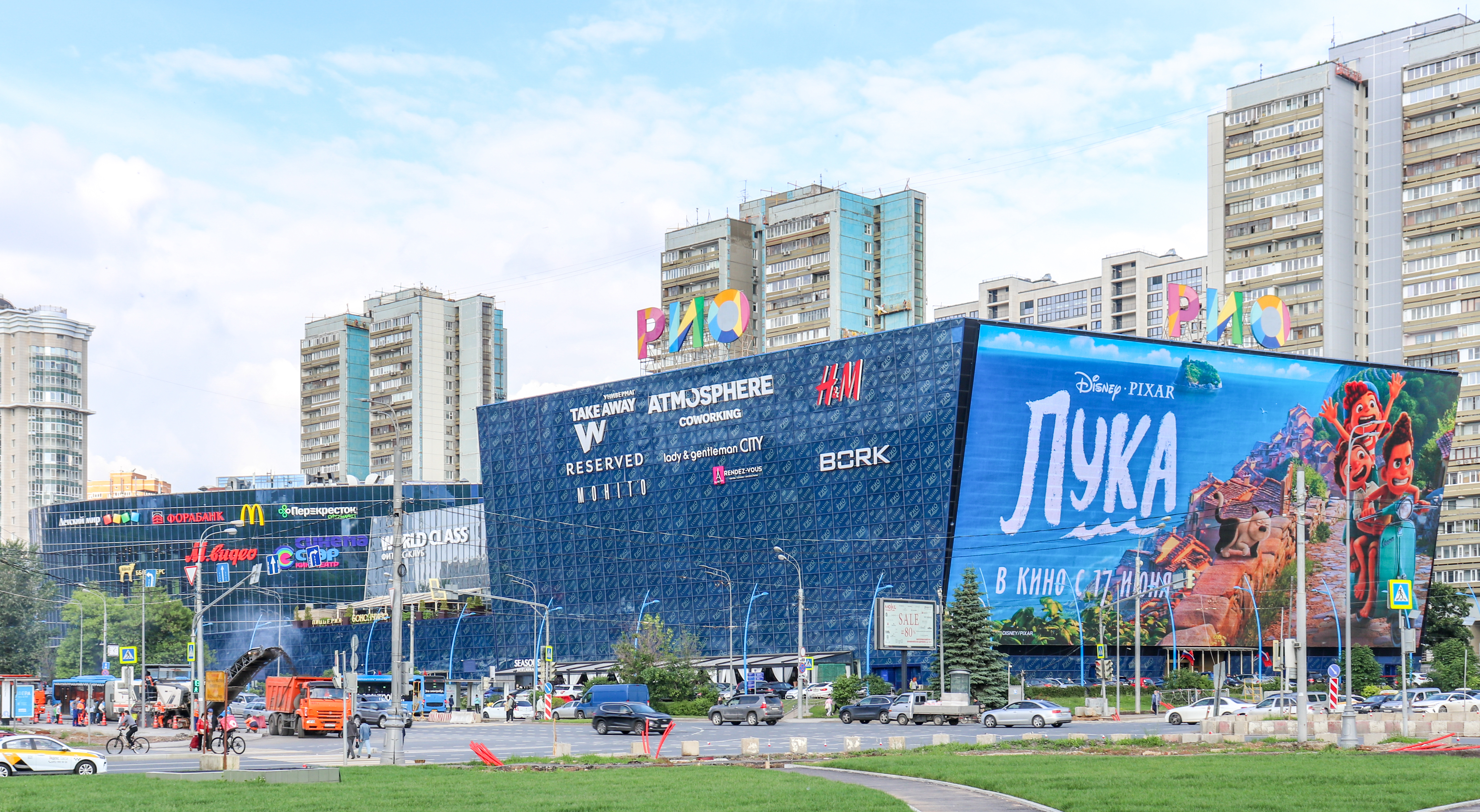
Kino w Moskwie z reklamą filmu

Luca – amerykański film animowany komputerowo, komedia fantasy wytwórni Pixar z 2021 roku. Film wyreżyserował Enrico Casarosa; jest to jego pełnometrażowy debiut reżyserski.

## Opis fabuły
Źródło:

Trzynastoletni Luca zyskuje nowego przyjaciela, Alberto, z którym spędza wakacje na włoskiej Riwierze. Łączy ich wspólny sekret - w rzeczywistości są morskimi istotami, które na lądzie wyglądają jak ludzie - muszą unikać wody, zdolnej zdradzić ich prawdziwą naturę. Obaj zaprzyjaźniają się z Giulią, która, w przeciwieństwie do jej kota, bierze ich za zwykłych chłopców oraz radzą sobie z uprzykrzającym im życie Ercole'em. Przedłużająca się nieobecność Luki powoduje jednak, że jego rodzice wyruszają na ląd w poszukiwaniu syna.

## Obsada
Źródło:
| Aktor              | Postać             |
| ------------------ | ------------------ |
| Jacob Tremblay     | Luca Paguro        |
| Jack Dylan Grazer  | Alberto Scorfano   |
| Emma Berman        | Giulia Marcovaldo  |
| Marco Barricelli   | Massimo Marcovaldo |
| Saverio Raimondo   | Ercole Visconti    |
| Maya Rudolph       | Daniela Paguro     |
| Jim Gaffigan       | Lorenzo Paguro     |
| Sandy Martin       | babcia Paguro      |
| Giacomo Gianniotti | Giacomo            |
| Marina Massironi   | pani Marsigliese   |
| Sacha Baron Cohen  | wujek Ugo          |

Polski dubbing
źródło:

- Albert Mois – Luca
- Karol Kwiatkowski – Alberto
- Alicja Warchocka – Giulia
- Michał Meyer – Ercole
- Katarzyna Kozak – Daniela
- Artur Dziurman – Massimo
- Jarosław Boberek – Wujek Ugo
- Stefano Terrazzino – Ksiądz
- Elżbieta Romanowska – Maggiore

## Premiera
Film miał trafić na ekrany amerykańskich kin 18 czerwca 2021 roku, jednak ze względu na pandemię koronawirusa Disney w dniu 23 marca 2021 zadecydował wycofać jego premierę z dystrybucji kinowej w Stanach Zjednoczonych i udostępnić go w internecie - w serwisie Disney +. Data premiery pozostała bez zmian.
Premiera filmu miała miejsce 13 czerwca 2021 w Acquario di Genova. W serwisie Disney+ pojawił się pięć dni później, podobnie jak w kinach w Polsce.

## Odbiór
Film spotkał się z pozytywną reakcją krytyków. W agregatorze recenzji Rotten Tomatoes 91% ze 276 recenzji uznano za pozytywne, a średnia ocen wystawionych na ich podstawie wyniosła 7,3 na 10. Z kolei w agregatorze Metacritic średnia ważona ocen z 52 recenzji wyniosła 71 punktów na 100.